# ویروس نیپا
ویروس نیپا (نام علمی: Nipah virus) نام یک گونه از سرده هنیپاویروس است و نام علمی این ویروس Nipah henipavirus است و ویروسی است از که از طریق خفاش‌ها منتقل می‌شود و باعث ایجاد آلودگی به ویروس نیپا می‌شود، این بیماری دارای نرخ مرگ بالایی است. شیوع بیماری‌های زیادی ناشی از ویروس نیپا در جنوب و جنوب شرقی آسیا رخ داده‌است. این ویروس که در سال ۱۹۹۹ در مالزی و سنگاپور کشف شد، بین ۴۰ تا ۹۰ درصد عامل مرگ است و هزاران کیلومتر در بنگلادش و هند گسترش یافته‌است اما هیچ دارو یا واکسنی علیه آن وجود ندارد.